# 이행검 (조선)
이행검(李行儉, ? ~ ?)은 조선 전기의 무신, 군인으로 세종, 문종, 단종, 세조대에 활동하였다.

## 생애
세종대왕 때 음서로 무관에 천거된 그는 이후 세종, 문종, 단종, 세조 임금을 섬긴 군관인데 단종 임금 때인 1453년에 김종서가 수양대군(훗날 세조)의 배후로 보내어진 하수인의 손에 암살되고 나서 이행검의 상관이었던 이징옥이 이에 항거하여 함경도 종성에서 난을 일으키고 이징옥이 스스로 대금국(大金國) 황제를 자처하면서 이 때부터 여진족의 도움을 받으며 수양대군에 뜻에 항거하였으나 사태의 대세를 알아채고 난 이행검이 자신의 상관 이징옥과 그의 아들을 함경도 종성 처소에서 암살하고 그는 이듬해 1454년 1월 수양대군으로부터 신임을 얻어 공신의 반열에 올랐다.

## 이행검을 연기한 배우

### TV 드라마
- 전병옥 - 《한명회》(1994년, KBS)